# Semivariogramm
Semivariogramme (kurz: Variogramme) sind wichtige Werkzeuge der Geostatistik. Der Begriff ist ein aus lateinischen und altgriechischen Wortteilen zusammengesetzter Kunstbegriff (von altgriechisch γραφειν graphēin (be-)schreiben,  lateinisch variabilis veränderlich und dem lateinischen Präfix semi- für etwas halbes). Ein Semivariogramm beschreibt die Unterschiede zwischen einer Variablen („Messwerten“), die an verschiedenen Punkten in einem Raum gemessen wurde. Dabei gehen die räumlichen Abstände zwischen den Messpunkten und die Unterschiede zwischen den Messwerten ein, sodass die Varianz (Streuung) der Messwerte in Abhängigkeit von der Entfernung der Messpunkte darstellbar wird (Regionalisierung). Diese Beziehung ist beim Interpolieren etwa beim Kriging von großer Bedeutung.

Schematisierung eines Variogrammes. Die Punkte stellen die gemessenen Datenpunkte (observed) und die Kurve die angewendete Modellfunktion dar (empirical). Range steht für die gesuchte Reichweite, Sill für den bei maximaler Reichweite erreichten Plateauwert, Nugget für den Nuggeteffekt.

Für die Schätzung eines empirischen Semivariogramms anhand einer Stichprobe werden zunächst die Abstände zwischen den Messpunkten für alle möglichen Paarbildungen der Messpunkte ermittelt. Im nächsten Schritt werden Entfernungsklassen (engl. lags) definiert, und jedes Punktpaar wird entsprechend dem Abstand zwischen den beiden Punkten einer der Klassen zugewiesen. Nun wird der Unterschied – die Differenz – zwischen den beiden Messwerten des Paares ermittelt und quadriert. Schließlich werden alle diese quadrierten Differenzen summiert und durch die Anzahl der Punktpaare in dieser Entfernungsklasse geteilt. Dieser Wert wird halbiert, weil bei der Differenz ja jeweils zwei Messwerte beteiligt sind. Wegen der Halbierung wird dem Begriff das Präfix semi- vorangesetzt. Das Ergebnis ist ein Schätzwert der Semivarianz für die untersuchte Entfernungsklasse. Die für alle Klassen ermittelten Semivarianzen werden in einem zweidimensionalen Diagramm als Punkte eingetragen: auf der Abszisse die Entfernungsklassen, und auf der Ordinate die zur Klasse gehörige Semivarianz.
Die empirische Semivarianz einer Stichprobe ist von mathematischen Modellen der Semivarianz (theoretische Semivariogrammfunktion) zu unterscheiden, welche die Abhängigkeit der Semivarianz von den Messpunktabständen als stetige Funktion mit einer mathematischen Formel modellieren. Diese stetige Funktion ergibt für jeden Abstandswert einen Funktionswert, während die empirische Semivarianz als Punktschätzung stets die Information einer Entfernungsklasse zusammenfasst und daher für die gesamte Klasse gilt.
Häufig werden in einem Semivariogramm sowohl die empirische Semivarianz als auch ein theoretisches Semivariogrammmodell zusammen abgetragen. I. d. R. wird dann das theoretische Modell als stetiger Funktionsgraph in Form einer (gekurvten) Linie gezeichnet und die Semivarianzwerte der Klassen werden als schwarze Punkte eingetragen.
Zu den gebräuchlichsten theoretischen Modellen zählen:
- sphärisches
- exponentielles
- lineares
- gaußsches Semivariogramm.

Zur Beschreibung des Verlaufes eines Semivariogrammes werden v. a. drei Begriffe verwendet, Schwelle, Reichweite und Nugget-Effekt. Weist die untersuchte räumliche Variable (der Messwert) eine in ihrer Reichweite begrenzte räumliche Autokorrelation auf, so ergeben sich bei Entfernungsklassen, welche diese Reichweite überschreiten, nur noch zufällige, also nicht mehr strukturbedingte Schwankungen der Semivarianz. Ein theoretisches Semivariogrammmodell (Ausnahmen: lineares Variogramm) verläuft dann gegen einen Grenzwert (engl. sill, wörtlich Schwelle). Die Entfernungsklasse bzw. der Entfernungswert zwischen Punktpaaren, an dem die Schwelle erreicht wird, entspricht der Reichweite (engl. range) der Autokorrelation. Bei räumlichen Phänomenen können manchmal selbst bei sehr kleinen Abständen noch deutliche Messwertunterschiede auftreten. So trifft man etwa bei der Beprobung einer Goldseife aufgrund der Kornsortierung in der Seife manchmal direkt nebeneinander taubes Gestein und Goldnuggets an. In Anlehnung daran wird der Semivarianzwert bei einem gegen Null gehenden Abstand zwischen Messpunkten auch Nugget-Effekt genannt. Der Nugget-Effekt bezeichnet beim theoretischen Semivariogrammmodell also den Funktionswert, den der theoretische Graph bei Abstand Null annimmt. Dieser Wert kann als ein Maß für das statistische Rauschen verstanden werden.

## Standardliteratur
- R. Webster, M. Oliver: Geostatistics for environmental scientists. Wiley, Chichester 2007 (2. Aufl.).
- H. Wackernagel: Multivariate Geostatistics. Springer, Berlin / Heidelberg / New York 1995.
- J. P. Chiles, P. Delfiner: Geostatistics: Modelling Spatial Uncertainty. Wiley, New York 1999.